# Svenska tekniska vetenskapsakademien i Finland
Svenska tekniska vetenskapsakademien i Finland (förkortat STViF) är en år 1921 grundad finländsk akademi, vars syfte är att främja ingenjörsvetenskaplig forskning och utbildning på svenska i Finland. Därmed är Svenska tekniska vetenskapsakademien i Finland världens näst äldsta ingenjörsvetenskapsakademi, endast Kungliga Ingenjörsvetenskapsakademien i Sverige är äldre. Akademiens förste ordförande var Ossian Aschan och sekreterare var Edvard Blomqvist.
Dess målsättning är att främja tekniken, de tekniska vetenskaperna och arkitekturen samt påverka teknikens utveckling och användning till människans, samhällets och miljöns bästa. Tyngdpunkten i verksamheten är att skapa debatt om teknologins utveckling och dess betydelse för samhälle och miljö, att stöda den högre undervisningen i teknik samt att befrämja skolundervisningen i matematik, naturvetenskaper och teknik.
Svenska tekniska vetenskapsakademien i Finland är bland annat en av organisationerna bakom  Millenniumpriset för teknologi och initiativtagare till Resurscenter för matematik, naturvetenskap och teknik i skolan.

## Preses
Lista på ordförande för Svenska tekniska vetenskapsakademien i Finland.
| #  | Namn                 | År som preses |
| -- | -------------------- | ------------- |
| 1  | Ossian Aschan        | 1921-1931     |
| 2  | Hjalmar Tallqvist    | 1932-1952     |
| 3  | Harald Backman       | 1952-1955     |
| 4  | Torsten Westerlund   | 1956          |
| 5  | Ruben Granqvist      | 1956-1959     |
| 6  | Terje Enqvist        | 1960-1963     |
| 7  | Gunnar Ståhle        | 1963-1965     |
| 8  | Jacobus Sundman      | 1966-1968     |
| 9  | Björn Westerlund     | 1969-1971     |
| 10 | Torolf Lassenius     | 1972-1975     |
| 11 | Jan-Erik Jansson     | 1976          |
| 12 | Tor Stubb            | 1977-1982     |
| 13 | Hans Andersin        | 1983-1988     |
| 14 | Bertel Hakulin       | 1989-1991     |
| 15 | Tor-Magnus Enari     | 1992-1994     |
| 16 | Johan Gullichsen     | 1995-2000     |
| 17 | Bengt Stenlund       | 2001-2003     |
| 18 | Magnus von Bonsdorff | 2004-2006     |
| 19 | Henrik Wolff         | 2007-2012     |
| 20 | Jarl-Thure Eriksson  | 2013-2018     |
| 21 | Leni von Bonsdorff   | 2019-2022     |
| 22 | Mikko Hupa           | 2023-         |